# Taraxacum nordstedtii
Taraxacum nordstedtii — вид квіткових рослин з родини айстрових (Asteraceae). Вид зростає в Європі: Австрія, Бельгія, Чехія, Данія, Франція, Німеччина, Велика Британія, Ірландія, Нідерланди, Польща, Португалія, Іспанія, Швеція; це багаторічна рослина помірних біомів.